# Ciri Primerenc
Ciri Primerenc es el nombre de una variedad cultivar de manzano (Malus domestica) Esta manzana está cultivada en la colección de germoplasma de manzanas del CSIC, así mismo también está cultivada en la colección particular de manzanas de Cataluña "El pomari de l'Emili". Esta manzana es originaria de la Comunidad autónoma de Cataluña, comarca de la Selva zona del Montseny, Gerona, donde tuvo su mejor época de cultivo comercial antes de la década de 1960.

## Sinónimos
- "Maçana Ciri Primerenc"
- "Manzana Ciri Primerizo",
- "Manzana Cirio Primerizo".[7]

## Historia
En la primera mitad del siglo XX, el Valle de Arbucias y Riells del Montseny era conocido como el valle de los manzanos. Se transportaban dentro de serones con camiones hasta Barcelona para venderlas. El espaciamiento en el tiempo de recogida de las diversas variedades de manzanos que aquí se cultivaban, permitía disponer de fruta durante más meses, con una buena conservación en el pajar se comían hasta el verano siguiente y se alimentaba el ganado con los excedentes. Era corriente ver los leñadores con el zurrón lleno de manzanas cuando se dirigían a trabajar al bosque.
'Ciri Primerenc' es una variedad de manzana de Cataluña, cuyo cultivo conoció cierta expansión en el pasado, pero que a causa de su constante regresión en el cultivo comercial no conservaban apenas importancia y prácticamente habían desaparecido de las nuevas plantaciones en 1971. Así hay variedades tales como 'Camuesa de Llobregat' y 'Manyaga' que constituían en 1960 el 70% de la producción de manzana en la provincia de Barcelona y se encontraba la primera en otras nueve provincias y la segunda en seis y 'Normanda' que estaba muy difundida hasta 1960 entre los viveristas de Aragón (representaba el 25% de la cosecha en la cuenca del Jiloca). En 1971 Puerta-Romero y Veirat sólo encontraron 184 ha de “Manyaga” (el 31% con más de 20 años), 81 ha de “Camuesa de Llobregat” (el 36% con más de 20 años) y ya no citan al cultivar “Normanda”.
'Ciri Primerenc' está considerada incluida en las variedades locales autóctonas muy antiguas, cuyo cultivo se centraba en comarcas muy definidas. Se caracterizaban por su buena adaptación a sus ecosistemas y podrían tener interés genético en virtud de su adaptación. Se encontraban diseminadas por todas las regiones fruteras españolas, aunque eran especialmente frecuentes en la España húmeda. Estas se podían clasificar en dos subgrupos: de mesa y de sidra (aunque algunas tenían aptitud mixta).
'Ciri Primerenc' es una variedad clasificada como de mesa; difundido su cultivo en el pasado por los viveros comerciales y cuyo cultivo en la actualidad se ha reducido a huertos familiares y jardines privados.

## Características
El manzano de la variedad 'Ciri Primerenc' tiene un vigor entre escaso y mediano, de porte de poca altura con las ramas erguidas; tubo del cáliz estrecho, pequeño, con los estambres insertos en la mitad.
La variedad de manzana 'Ciri Primerenc' tiene un fruto de tamaño de medianamente grande a grande; forma cónica aplanada, con contorno suavemente irregular y ligeramente asimétrico, más estrecho en la zona de la cima, y bastante más ancho abombado en la zona peduncular; piel lisa, fina; con color de fondo verde-amarillo, importancia del sobre color ausente, aunque algunas presentan una ligera coloración de rosa lavado en la zona expuesta al sol, acusa punteado fino de color algo más claro que el fondo, y una sensibilidad al "russeting" (pardeamiento áspero superficial que presentan algunas variedades) ausente; pedúnculo de mediana longitud y grosor medio, más estrecho en la parte central, con engrosamiento al final y no sobresale de la cubeta, anchura de la cavidad peduncular estrecha, profundidad cavidad pedúncular profunda, en el fondo un ruginoso verdoso grisáceo que no sobrepasa el borde, y con una importancia del "russeting" en cavidad peduncular medio; anchura de la cavidad calicina es poco ancha, profundidad de la cavidad calicina profunda, y con importancia del "russeting" en cavidad calicina débil; ojo característicamente pequeño y entreabierto; sépalos largos, puntiagudos y vueltos hacia fuera desde por debajo de su mitad dejando en el centro una apertura suavemente pequeña.
Carne de color blanca; textura fuerte; sabor dulce, aromática; corazón alargado; eje entreabierto; celdas alargadas y cartilaginosas; semillas pequeñas ovadas.
La manzana 'Ciri Primerenc' tiene una época de maduración y recolección tardía, madura en el otoño, en septiembre, es la más precoz en madurar de todas las variedades de Ciri. Tiene una buena conservación. Se usa como manzana de mesa fresca.